# Карр, Кенни
Кеннет Алан Карр (Kenneth Alan Carr; род. 15 августа 1955 года) — американский баскетболист. Был выбран на драфте НБА 1977 года в первом раунде командой «Лос-Анджелес Лейкерс». Он выиграл золотую медаль в составе сборной США по баскетболу на летних Олимпийских играх 1976 года. Отыграл 10 сезонов (1977—1987) в НБА в составе «Лейкерс», «Кливленд Кавальерс», «Детройт Пистонс» и «Портленд Трэйл Блэйзерс». За свою карьеру в НБА Карр набрал 7 813 (11,6) очков и сделал 4 999 (7,4) подборов.

## Ранние годы
Карр вырос в Вашингтоне. В детстве он в основном играл в футбол. После 14 лет серьезно увлекся баскетболом. «Честно говоря, это произошло совершенно случайно, но я просто влюбился в баскетбол — вспоминал Карр. Кроме того, в те дни было довольно сложно найти футбольные бутсы, которые бы мне подошли, если честно».
В 1974 году Карр окончил католическую школу в Хайтсвилле, штат Мэриленд, где играл под руководством тренера Моргана Вуттена. Его товарищем по команде был Эдриан Дэнтли. В будущем они станут товарищами по олимпийской сборной и соперниками в университете и НБА.

## Карьера в университете
C 1974 по 1977 год Карр играл в Университете штата Северная Каролина под руководством тренера Норма Слоана. На первом курсе в 1974—1975 годах Карр набирал в среднем 13,8 очков и 7,7 подборов, а команда Университета штата Северная Каролина закончила сезон с положительным результатом 22-6. Карр играл вместе с Дэвидом Томпсоном, Филом Спенсом, Монти Тау и Тимом Стоддард, а также с другими игроками из Зала славы баскетбола.
В 1975—1976 годах Карр делал в среднем дабл-дабл — 26,6 очков, 10,3 подборов и 2,1 передачи. Карр вошёл в третью мужскую баскетбольную всеамериканскую сборную NCAA, формируемую United Press International, Associated Press и Национальной ассоциацией баскетбольных тренеров, а так же в Конференцию атлантического побережья.
За 86 матчей за команду Университета штата Северная Каролина, Карр набирал в среднем 20,6 очков, 9,2 подборов, 1,9 передачу и 1,5 перехват, 51 % попадания с игры и 68 % с линии.
«Кенни был великим, великим игроком», — вспоминает Франк Уидон, многолетний директор спортивной информации Университета штата Северная Каролина. «Он был таким стойким и никогда не проявлял никаких эмоций, и но я думаю, что люди забывают о нем. Возможно, он был вторым величайшим игроком, когда-либо игравшим здесь, после Дэвида Томпсона».

### Олимпийская сборная 1976 года
Карр вошёл в состав сборной США по баскетболу для участия в Олимпийских играх в Монреале в 1976 году. Сборная США завоевала золотую медаль. Тренером сборной был Дин Смит, которому помогали Билл Гатридж и Джон Томпсон.
На шести Олимпийских играх Карр в среднем набирал 6,8 очков, 3,2 подбора и 1,0 передачу. Карр был шестым лучшим бомбардиром после своего школьного товарища по команде Эдриана Дэнтли (19,3), Скотта Мэй (16,7), Митча Купчак (12,5), Фила Форда (11,3) и Куинна Бакнера (7,3). В состав команды также входили будущие игроки НБА — Уолтер Дэвис, Фил Хаббард и Эрни Грюнфельд.

## Профессиональная карьера
Карр был выбран командой «Лос-Анджелес Лейкерс» в первом раунде (6-е место) драфта НБА 1977 года. В своём первом сезоне он сломал плюсневую кость левой стопы в последней предсезонной игре команды. 3 августа 1978 года он сломал правую ногу в матче перед началом своего второго сезона. Он восстановился и принял участие в 72 играх, набирая в среднем 7,4 очков и 4,1 подбора.
24 октября 1979 года его обменяли в «Кливленд Кавальерс» в обмен на право выбора во втором раунде драфта 1980 года и право выбора во втором раунде драфта 1981 года. 16 февраля 1982 года он был обменян вместе с Биллом Лэймбиром в «Детройт Пистонс» в обмен на тяжелого форварда Фила Хаббарда, центрового Пола Мокески, право выбора в первом раунде драфта 1982 года и право выбора во втором раунде драфта 1982 года. В 201 игре в составе «Кливленд Кавальерс» он набирал в среднем 14,1 очков и 9,0 подборов.
В 28 играх в составе «Детройт Пистонс» Карр набирал в среднем 7,4 очков и 4,9 подбора. 23 июня 1982 года он был обменян в «Портленд Трэйл Блэйзерс» в обмен на право выбора в первом раунде драфта 1982 года. В сезоне 1983/84 годов, выступая за «Блэйзерс» он набирал в среднем 15,6 очков и 7,8 подборов. В сезоне 1985/86 он пропустил 27 игр из-за разрыва хряща в правом колене, но все равно набрал 11,1 очков и 8,9 подборов за игру.
В сезоне 1983/84 он набирал в среднем 15,6 очков и 7,8 подборов. В сезоне 1985/86 он пропустил 27 игр из-за разрыва коленного хряща, но все же сумел набрать 11,1 очков и 8,9 подборов. В сезоне 1986/87 годов он набирал в среднем 10,8 очков и 10,2 подборов. В 316 играх за «Портленд Трэйл Блэйзерс» Карр набирал в среднем 12,4 очков и 8,1 подборов. 18 января 1987 года в матче против «Голден Стэйт Уорриорз» он получил травму позвоночника, из-за чего пропустил 34 игры. 31 августа 1987 года он объявил о завершении карьеры, так как не смог оправиться после травмы.
«Для меня Кенни был одним из тех игроков, которые опередили свое время», — сказал о Карре его товарищ по олимпийской сборной 1976 года Фил Форд. «Теперь нередко можно увидеть игрока такого же мощного и сильного, как Кенни, способного играть на периметре и отбивать броски в прыжке. Когда мы только начинали, парни с силой и габаритами Кенни всегда играли в „посте“. Он просто немного опередил свое время».

## Личная жизнь
Карр женился в 1979 году. У него трое детей: Кэмерон, Девон и Аликс.

## Статистика

### Статистика в НБА
| Сезон                                                                                    | Команда  | Регулярный сезон | Регулярный сезон | Регулярный сезон | Регулярный сезон | Регулярный сезон | Регулярный сезон | Регулярный сезон | Регулярный сезон | Регулярный сезон | Регулярный сезон | Регулярный сезон | Серия плей-офф | Серия плей-офф | Серия плей-офф | Серия плей-офф | Серия плей-офф | Серия плей-офф | Серия плей-офф | Серия плей-офф | Серия плей-офф | Серия плей-офф | Серия плей-офф |
| Сезон                                                                                    | Команда  | GP               | GS               | MPG              | FG%              | 3P%              | FT%              | RPG              | APG              | SPG              | BPG              | PPG              | GP             | GS             | MPG            | FG%            | 3P%            | FT%            | RPG            | APG            | SPG            | BPG            | PPG            |
| ---------------------------------------------------------------------------------------- | -------- | ---------------- | ---------------- | ---------------- | ---------------- | ---------------- | ---------------- | ---------------- | ---------------- | ---------------- | ---------------- | ---------------- | -------------- | -------------- | -------------- | -------------- | -------------- | -------------- | -------------- | -------------- | -------------- | -------------- | -------------- |
| 1977/78                                                                                  | Лейкерс  | 52               |                  | 14,1             | 44,4             |                  | 64,7             | 4,0              | 0,5              | 0,3              | 0,3              | 6,2              | 2              |                | 8,5            | 37,5           |                | -              | 2,0            | 0,0            | 0,5            | 0,0            | 3,0            |
| 1978/79                                                                                  | Лейкерс  | 72               |                  | 16,0             | 50,0             |                  | 60,6             | 4,1              | 0,8              | 0,5              | 0,4              | 7,4              | 8              |                | 14,6           | 54,3           |                | 62,5           | 2,1            | 0,5            | 0,5            | 0,3            | 5,4            |
| 1979/80                                                                                  | Лейкерс  | 5                |                  | 11,4             | 43,8             | -                | 100,0            | 3,4              | 0,2              | 0,4              | 0,2              | 3,2              | Не участвовал  | Не участвовал  | Не участвовал  | Не участвовал  | Не участвовал  | Не участвовал  | Не участвовал  | Не участвовал  | Не участвовал  | Не участвовал  | Не участвовал  |
| 1979/80                                                                                  | Кливленд | 74               |                  | 24,1             | 49,3             | 0,0              | 65,5             | 7,7              | 1,0              | 0,9              | 0,7              | 12,3             | Не участвовал  | Не участвовал  | Не участвовал  | Не участвовал  | Не участвовал  | Не участвовал  | Не участвовал  | Не участвовал  | Не участвовал  | Не участвовал  | Не участвовал  |
| 1980/81                                                                                  | Кливленд | 81               |                  | 32,3             | 51,1             | 0,0              | 71,4             | 10,3             | 2,4              | 0,9              | 0,5              | 15,2             | Не участвовал  | Не участвовал  | Не участвовал  | Не участвовал  | Не участвовал  | Не участвовал  | Не участвовал  | Не участвовал  | Не участвовал  | Не участвовал  | Не участвовал  |
| 1981/82                                                                                  | Кливленд | 46               | 42               | 32,2             | 51,7             | 11,1             | 65,9             | 8,6              | 1,4              | 1,3              | 0,3              | 15,0             | Не участвовал  | Не участвовал  | Не участвовал  | Не участвовал  | Не участвовал  | Не участвовал  | Не участвовал  | Не участвовал  | Не участвовал  | Не участвовал  | Не участвовал  |
| 1981/82                                                                                  | Детройт  | 28               | 6                | 15,9             | 45,8             | 0,0              | 64,6             | 4,9              | 0,8              | 0,2              | 0,2              | 7,4              | Не участвовал  | Не участвовал  | Не участвовал  | Не участвовал  | Не участвовал  | Не участвовал  | Не участвовал  | Не участвовал  | Не участвовал  | Не участвовал  | Не участвовал  |
| 1982/83                                                                                  | Портленд | 82               | 26               | 28,4             | 50,5             | 33,3             | 69,7             | 7,2              | 1,4              | 0,8              | 0,5              | 12,0             | 7              | 0              | 24,4           | 43,3           | -              | 78,3           | 7,3            | 1,4            | 0,4            | 0,7            | 10,0           |
| 1983/84                                                                                  | Портленд | 82               | 57               | 29,9             | 56,1             | 0,0              | 67,3             | 7,8              | 1,9              | 0,8              | 0,4              | 15,6             | 5              | 0              | 36,0           | 52,5           | -              | 63,2           | 7,0            | 1,2            | 0,4            | 0,4            | 14,8           |
| 1984/85                                                                                  | Портленд | 48               | 30               | 23,3             | 52,3             | 0,0              | 72,0             | 6,7              | 1,2              | 0,5              | 0,4              | 10,4             | 9              | 9              | 29,4           | 52,6           | 0,0            | 80,0           | 7,8            | 1,1            | 0,3            | 0,2            | 12,9           |
| 1985/86                                                                                  | Портленд | 55               | 31               | 28,3             | 49,8             | 0,0              | 68,7             | 8,9              | 1,3              | 0,7              | 0,5              | 11,1             | 4              | 4              | 35,8           | 57,1           | 0,0            | 73,3           | 13,3           | 1,8            | 1,3            | 0,3            | 14,8           |
| 1986/87                                                                                  | Портленд | 49               | 43               | 29,4             | 50,4             | 0,0              | 74,6             | 10,2             | 1,7              | 0,6              | 0,3              | 10,8             | Не участвовал  | Не участвовал  | Не участвовал  | Не участвовал  | Не участвовал  | Не участвовал  | Не участвовал  | Не участвовал  | Не участвовал  | Не участвовал  | Не участвовал  |
|                                                                                          | Всего    | 674              | 235              | 25,5             | 51,0             | 7,9              | 68,4             | 7,4              | 1,4              | 0,7              | 0,4              | 11,6             | 35             | 13             | 25,5           | 51,2           | 0,0            | 72,9           | 6,6            | 1,1            | 0,5            | 0,3            | 10,5           |
| Наведите курсор мыши на аббревиатуры в заголовке таблицы, чтобы прочесть их расшифровку. |          |                  |                  |                  |                  |                  |                  |                  |                  |                  |                  |                  |                |                |                |                |                |                |                |                |                |                |                |